# Anne-Euphrosyne Ange

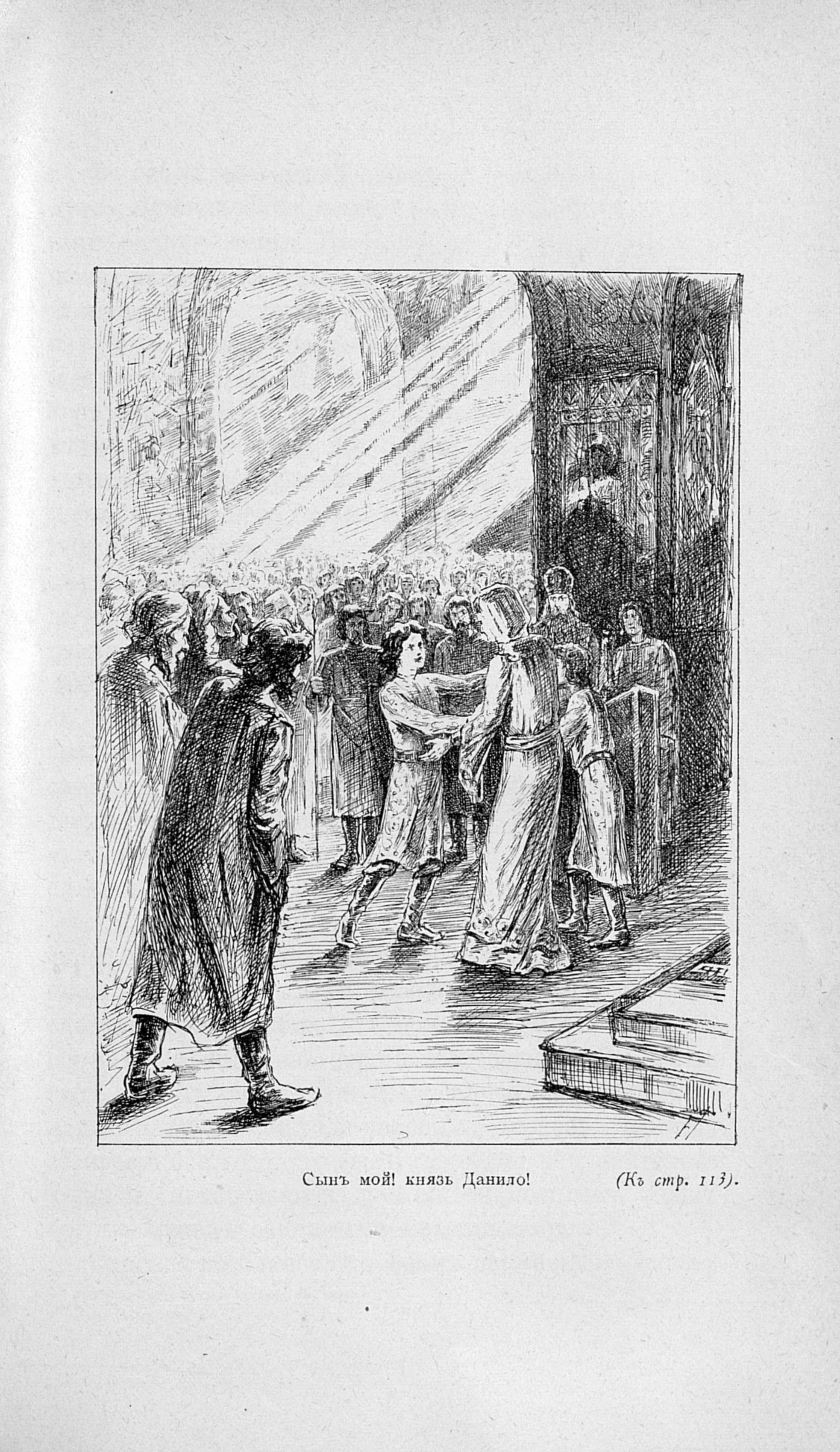
Rencontre entre Daniel de Galicie et sa mère.

Anne-Euphrosyne Ange (? - 1253) est une princesse de Galicie et de Volhynie, fille de l'empereur byzantin Isaac II Ange et épouse de Roman Mstislavitch entre 1199 et 1205. Elle est la régente de la principauté au cours de la minorité de son fils, Daniel de Galicie, de 1205 à 1214.

## Biographie
Elle est la fille de l'empereur Isaac II Ange et de sa première femme, Irène Paléologue, une fille de Georges Paléologue si l'on en croit l'historien russe Aleksandr Mayorov. Dans la Chronique de Galicie-Volhynie, elle est simplement connue comme la princesse de Romain. 